# Armoiries du Monténégro
La version actuelle des armes du Monténégro est adoptée le 12 juillet 2004.
Comme c'est le cas pour les armes de la Bulgarie, la Russie, la Géorgie et la Serbie, le Monténégro a récupéré des éléments héraldiques propres à la monarchie (du royaume du Monténégro) bien que celle-ci n'ait pas été restaurée. Elles sont inspirées de celles du roi Nicolas Ier, sans les lettres « HI », ses initiales en cyrillique.

## Anciennes armoiries
| Armoiries | Période                 | Description | Notes                                                                                                  | Statut   |
| --------- | ----------------------- | ----------- | --- | -------- |
|           | 1696 – 1735             |             | Les armoiries de la Principauté épiscopale du Monténégro sous Danilo Ier Šćepčev Petrović-Njegoš.      | Officiel |
|           | 1905 – 1910             |             | Les armoiries de la Principauté du Monténégro.                                                         | Officiel |
|           | 1910 – 1918             |             | Les armoiries du Royaume du Monténégro.                                                                | Officiel |
|           | 1944 – 1946             |             | Les armoiries de l'État fédéral du Monténégro.                                                         | Officiel |
|           | 1946 – 1963 1974 - 1994 |             | Les armoiries de la république populaire du Monténégro puis de la république socialiste du Monténégro. | Officiel |
|           | 1963 – 1974             |             | Les armoiries de la république socialiste du Monténégro.                                               | Officiel |
|           | 1994 – 2004             |             | Les armoiries de la république du Monténégro, au sein de la république fédérale de Yougoslavie.        | Officiel |